# 후지야마시타역
후지야마시타역(일본어: 富士山下駅, ふじやましたえき)은 일본 군마현 기류시에 있는 조모 전기 철도 조모 전기 철도 조모 선의 역이다. 역명은 후지 산이 근처에 있는 것에서 유래한다.

## 역 구조
단선 승강장 1면 1선의 지상역으로 무인역이다. 역의 니시키류 방향에는 제3종 건널목이 있고 경음기는 전령식(금속 벨)이다.

## 역 주변
- 후지 산(역의 서북쪽)
- 와타라세 강
- 아카 교
- 아사마 신사
- 기시 병원

## 역사
- 1928년 11월 10일: 영업 개시.

## 인접역
| ■ 조모 전기 철도 조모 선   | ■ 조모 전기 철도 조모 선 | ■ 조모 전기 철도 조모 선   |
| -------------------------- | ------------------------ | -------------------------- |
| 덴노주쿠 주오마에바시 방면 |                          | 마루야마시타 니시키류 방면 |